# Reda (Faenza)
Reda is een plaats (frazione) in de Italiaanse gemeente Faenza.